# José Manuel Muñoz Castaño
José Manuel Muñoz Castaño "Zurdo" es un futbolista español. Nació en Arcos de la Frontera, provincia de Cádiz, el 14 de septiembre de 1981. Su posición natural en el terreno de juego es lateral izquierdo, aunque también puede jugar como interior por esa misma banda. Actualmente juega en la CD Ciudad de Lucena.

## Clubes
- Cádiz CF 2000 - 2003
- Extremadura 2003 - 2004
- Diter Zafra 2004 - 2005
- Arcos 2005 - 2006
- Racing Club Portuense 2006 - 2008
- Real Balompédica Linense 2008 - 2009
- Écija Balompié 2009 - 2010
- Real Jaén 2010 - 2011
- Albacete Balompié 2011 - 2013
- Fútbol Club Cartagena 2013 - 2014
- Unión Deportiva Socuéllamos 2014 - 2019
- CD Ciudad de Lucena 2019 - Act.

- Datos: Q6454682